# Une revenante, partie 2
Une revenante, partie 2 est le seizième épisode de la saison 4 de Buffy contre les vampires.

## Résumé
Piégée dans le corps de Faith, Buffy est emmenée par la police à l'hôpital sous les yeux de sa mère et de Faith qui occupe le sien. Cette dernière échange ensuite quelques paroles avec Joyce, qui croit avoir affaire à sa fille, avant de prendre un bain et de se moquer de Buffy en l'imitant devant son miroir. A l'hôpital, Buffy tente d'avertir les médecins de la situation, mais est mise sous sédatif. Pendant ce temps, Willow s'inquiète de la présence de Faith et explique à Tara qu'elle ne souhaite pas encore la présenter à tous ses amis, car veut la garder, elle et leurs activités magiques, privées.
Alors que Buffy sort de l'hôpital, la voiture de police dans laquelle elle se trouve est attaquée par le groupe de trois hommes, un commando envoyé par le Conseil des Observateurs qui la prend pour la véritable Faith et l'enlève. Pendant ce temps, cette dernière s'habille avec des vêtements de Buffy et réserve une place pour un vol d'avion. Après que Giles ait appelée Joyce pour demander à Buffy de venir, elle se rend chez lui et retrouve également Willow, Alex et Anya. Elle les informe de l'arrestation de Faith et Giles leur révèle l'existence du commando spécial, et du fait que Faith doit désormais se trouver entre les mains. Lorsqu'il parle du problème d'Adam, Faith s'engage à patrouiller ce soir, mais se rend en réalité faire la fête au Bronze. Elle y croise la route de Spike, qu'elle identifie au fil de la conversation comme le vampire William le Sanguinaire et s'amuse à le déconcerter en flirtant avec lui et en le mettant en colère.
Dans une grotte, Adam rencontre un groupe de vampires et, après en avoir tué un, rallie les autres à sa cause. Buffy, elle, se réveille aux mains du commando. Elle tente de leur expliquer qu'elle a échangé de corps avec Faith, mais aucun des membres n'accepte de la croire. Au Bronze, Willow présente Tara à celle qu'elle croit être Buffy qui explique avoir décidé de faire une pause pour justifier sa présence au club. Alors que Willow est partie chercher des boissons, Faith s'amuse à se moquer de Tara. Elle tue ensuite un vampire repéré par Willow, sauve la vie de la jeune fille qu'il s'apprêtait à tuer, et cette dernière, choquée, la remercie pour son aide. Une fois revenue, Willow annonce qu'elle et Tara s'en vont et demande à la Tueuse si elle compte se rendre chez Riley. 
Buffy tente d'échapper aux hommes du Conseil en prenant l'un d'eux en otage, mais les deux autres refusent de la libérer. Leur chef appelle le Conseil afin d'avoir de nouvelles instructions, alors que Buffy relâche son otage. De retour au campus, Tara prévient Willow du comportement mesquin de Buffy à son égard et révèle penser qu'il ne s'agit pas de son amie. Selon Tara, chaque être humain dégagé une énergie, sous la forme d'un flux unique, et celui de la Tueuse était fragmenté. Willow la croit et les deux amies pratiquent un rituel pour localiser la véritable Buffy en passant par le monde spirituel des Enfers. L'expérience magique, aussi intense que sensuelle, est un succès. Pendant ce temps, Faith rend visite à Riley dans sa chambre, le séduit et les deux font l'amour. Riley finit par avouer à celle qu'il croit être Buffy qu'il l'aime. Déconcertée et effrayée par ses sentiments, la jeune fille prend la fuite au petit matin, alors que Buffy arrive à échapper au commando et que, durant la nuit, Adam a poussé le groupe de vampires à vaincre leur plus grande peur et annoncer sa venue. Buffy arrive chez Giles et convainc son ancien Observateur qu'il s'agit d'elle et que Faith a permuté leur esprits. Willow et Tara arrivent à leur tour : elles savent que Buffy et Faith ont été échangées et ont également apporter un moyen de faire à nouveau permuter les esprits. Un appel d'Alex attire l'attention du groupe sur une prise d'otages dans une église et les coupables sont identifiées comme des vampires. Depuis l'aéroport duquel elle comptait quitter Sunnydale, Faith entend également parler de cet évènement.
Alors que le chef des vampires menace d'exécuter les otages, Riley, arrivé sur les lieux, retrouve Faith qu'il prend toujours pour Buffy. La Tueuse décide, malgré l'opposition du jeune homme, d'entrer dans l'église. Elle y combat les vampires et permet la libération des otages. Elle est finalement sauvée par Buffy, arrivé sur les lieux avec le reste du groupe. Les deux Tueuses s'affrontent, et Faith déverse pendant le combat tout son dégoût sur Buffy, mais cette dernière arrive à procéder à un nouvel échange. Plus tard, dans la chambre de Riley, Buffy apprend que Faith est introuvable et que le commando est retourné en Angleterre. Le jeune homme s'en veut de ne pas avoir découvert la vérité, alors que Buffy a du mal à accepter que son compagnon ait couché avec Faith. Cette dernière, quant à elle, quitte Sunnydale, cachée dans une caisse à bord d'un train.